# Batalha de Örlygsstadir
A Batalha de Örlygsstadir (islandês: Örlygsstaðabardagi), foi travada entre as forças do clã dos Sturlung e as forças dos clãs dos Haukdælir e dos Ásbirningar, em 12 de agosto de 1238, num lugar desabitado chamado Örlygsstadir, no norte da Islândia.

Os partidários dos Haukdælir e dos Ásbirningar, comandados por Kolbein ungi e Gissur Torvaldsson saíram vitoriosos.
Esta batalha foi a mais importante das várias pelejas da guerra civil islandesa da Era de Sturlung. Está descrita muciosamente na Saga de Sturlung.